# Changtu
Changtu är ett härad som lyder under Tielings stad på prefekturnivå i Liaoning-provinsen i nordöstra Kina.